# Mago Hidenori
Hidenori Mago (sinh ngày 3 tháng 8 năm 1982) là một cầu thủ bóng đá người Nhật Bản.

## Sự nghiệp câu lạc bộ
Hidenori Mago đã từng chơi cho Sagawa Shiga và Fagiano Okayama.